# Vaszilikí Thánu-Hrisztofílu
Vaszilikí Thánu-Hrisztofílu (görög betűkkel:  Βασιλική Θάνου-Χριστοφίλου; Halkída, 1950 – ) görög bíró, Aléxisz Cíprasz 2015. augusztus 20-i lemondása után augusztus 27-től az előrehozott választásokig Görögország ideiglenes miniszterelnöke. Görögország első női miniszterelnöke. Miniszterelnökké való kinevezése előtt a Legfelsőbb Bíróság elnöke, azaz Görögország legfelsőbb bírója volt és miután megválasztják utódját a kormányfői székben, visszatér a Legfelsőbb Bíróság élére. Legfelsőbb bírói címét kormányzása alatt is megtartja.
2015. július 1-től a görög Semmítőszék elnöke.

## Élete

### Karrierje
2015. július 1-jén a görög Semmítőszék elnökévé nevezték ki.

### Kinevezése miniszterelnökké
Aléxisz Cíprasz 2015. augusztus 20-án lemondott. Ezek után 2015. augusztus 27-én nevezték ki Vasziliki Thánu-Hrisztofílut miniszterelnöknek, aki előtte a görög Legfelsőbb Bíróság elnöke volt.